# Eucharassus nisseri
Eucharassus nisseri är en skalbaggsart som beskrevs av Aurivillius 1891. Eucharassus nisseri ingår i släktet Eucharassus och familjen långhorningar. Inga underarter finns listade i Catalogue of Life.